# Frontón (Ciales)
Frontón es un barrio ubicado en el municipio de Ciales en el Estado Libre Asociado de Puerto Rico. En el Censo de 2010 tenía una población de 2228 habitantes y una densidad poblacional de 75,35 personas por km².

## Geografía
Frontón se encuentra ubicado en las coordenadas 18°18′30″N 66°33′31″O / 18.30833, -66.55861. Según la Oficina del Censo de los Estados Unidos, Frontón tiene una superficie total de 29.57 km², que corresponden a tierra firme.

## Demografía
Según el censo de 2010, había 2228 personas residiendo en Frontón. La densidad de población era de 75,35 hab./km². De los 2228 habitantes, Frontón estaba compuesto por el 89.63% blancos, el 2.92% eran afroamericanos, el 0.22% eran amerindios, el 0.04% eran asiáticos, el 4.94% eran de otras razas y el 2.24% pertenecían a dos o más razas. Del total de la población el 99.82% eran hispanos o latinos de cualquier raza.